# Stor-Bursjön, Västerbotten
Stor-Bursjön är en sjö i Umeå kommun i Västerbotten och ingår i Umeälven-Hörnåns kustområde. Sjön har en area på 0,0943 kvadratkilometer och ligger 67 meter över havet. Sjön avvattnas av vattendraget Rismyrbäcken.

## Delavrinningsområde
Stor-Bursjön ingår i det delavrinningsområde (707562-170145) som SMHI kallar för Mynnar i Sörmjöleån. Medelhöjden är 66 meter över havet och ytan är 6,38 kvadratkilometer. Räknas de 2 avrinningsområdena uppströms in blir den ackumulerade arean 7,11 kvadratkilometer. Rismyrbäcken som avvattnar avrinningsområdet har biflödesordning 2, vilket innebär att vattnet flödar genom totalt 2 vattendrag innan det når havet efter 11 kilometer. Avrinningsområdet består mestadels av skog (82 procent). Avrinningsområdet har 0,08 kvadratkilometer vattenytor vilket ger det en sjöprocent på 3,5 procent.